# Primer camp profund de Webb
Coordenades:  07h 23m 19.5s; −73° 27′ 15.6″
El primer camp profund de Webb (en anglès Webb's First Deep Field) és la primera imatge operativa presa pel telescopi espacial James Webb, que representa el cúmul de galàxies SMACS 0723 tal com va aparèixer fa 4.600 milions d'anys. Revelada al públic l'11 de juliol de 2022.
La imatge composta va ser presa per la càmera d'infrarojos propers del telescopi i cobreix una part de cel visible des de l'⁣hemisferi sud.
Milers de galàxies són visibles a la imatge, que fou la imatge de més alta resolució de l'⁣univers primerenc mai capturada fins llavors.

## Rerefons
El telescopi espacial James Webb (JWST) realitza astronomia infraroja. El primer camp profund de Webb va ser captat per la càmera d'infrarojos propers de Webb —coneguda com a "NIRCam"— i és un compost fet a partir d'imatges a diferents longituds d'ona, amb un total de 12,5 hores. La foto va aconseguir profunditats a longituds d'ona infraroja més enllà dels camps més profunds del telescopi espacial Hubble, fet que va trigar setmanes. La nau ha estat orbitant al voltant del segon punt de Lagrange, o L2, a un milió de milles (uns 1,5 milions de quilòmetres) de la Terra des del 24 de gener. A L2, l'atracció gravitatòria tant del Sol com de la Terra manté el moviment de Webb al voltant del Sol en sincronització amb el de la Terra.
La massa combinada d'aquest cúmul de galàxies va actuar com una lent gravitatòria, augmentant les galàxies molt més llunyanes darrere seu. La NIRCam de Webb va posar les galàxies llunyanes en un focus nítid revelant estructures minúscules i febles que mai s'havien vist abans, inclosos cúmuls estel·lars i característiques difuses.
SMACS 0723 (RA/Dec = 110,8375, −73,4391667) és una part de cel visible des de l'⁣hemisferi sud de la Terra i sovint examinada pel Hubble i altres telescopis a la recerca del passat profund.

## Resultats científics
La imatge mostra el cúmul de galàxies SMACS 0723 tal com va aparèixer fa 4.600 milions d'anys. Aquesta cobreix un tros de cel amb una mida angular aproximadament igual a un gra de sorra subjectat a un braç per algú a terra. Moltes de les entitats cosmològiques representades han patit un notable desplaçament cap al vermell a causa de l'edat extrema de la llum que irradia d'elles.

## Importància
El camp profund és la imatge de l'⁣Univers més antiga i de més alta resolució mai presa.
El primer camp profund de Webb és la primera imatge a tot color del JWST i la visió infraroja de més alta resolució de l'univers fins ara capturada. La imatge revela milers de galàxies en una petita part d'un vast univers, i la nítida visió de l'infraroig proper de Webb va mostrar estructures febles en galàxies extremadament distants, oferint la visió més detallada de l'univers primerenc fins ara. Milers de galàxies, que inclouen els objectes més febles observats mai a l'infraroig, han aparegut a la vista de Webb per primera vegada.
Va ser revelat per primera vegada al públic durant un esdeveniment a la Casa Blanca l'11 de juliol de 2022 pel president dels Estats Units Joe Biden.